# وادي داي
وادي داي هو أحد الأودية المغربية المشهورة، يتواجد وادي داي بإقليم بني ملال نواحي مدينة سوق السبت بجهة بني ملال خنيفرة المغربية، بطول يتعدى 560 كلم، يمتاز الوادي بوجود عدة قناطر وجسور معلقة. 